# Crossac
Crossac település Franciaországban, Loire-Atlantique megyében. Lakosainak száma 2985 fő (2022. január 1.). Crossac Besné, Donges, Pontchâteau, Saint-Joachim, Saint-Malo-de-Guersac és Sainte-Reine-de-Bretagne községekkel határos.

## Népesség
A település népességének változása:
| Lakosok száma | 1558 | 2067 | 2277 | 2526 | 2846 | 2899 | 2952 | 2983 | 3003 | 2985 |
|               | 1968 | 1982 | 1990 | 2006 | 2013 | 2015 | 2017 | 2019 | 2020 | 2022 |